# Soucia
Soucia ist eine französische Gemeinde im Département Jura in der Region Bourgogne-Franche-Comté.

## Geographie
Soucia liegt auf 588 m, etwa 21 Kilometer südöstlich der Stadt Lons-le-Saunier (Luftlinie). Das Haufendorf erstreckt sich im westlichen Jura, auf einem Hochplateau zwischen dem Taleinschnitt des Lac de Vouglans im Westen und den bewaldeten Ketten des Hochjuras im Osten.
Die Fläche des 12,37 km² großen Gemeindegebiets umfasst einen Abschnitt des französischen Juras. Der zentrale Teil wird vom Plateau von Soucia eingenommen, das im Mittel auf 600 m liegt und sich in der breiten Senke des Ain befindet. Entwässert wird das Plateau durch das Vallon de la Serra nach Westen zum Lac de Vouglans. Nach Westen reicht der Gemeindeboden über eine rund 100 m hohe Geländestufe hinunter in die Moorfläche von Barésia. Die nördliche Abgrenzung des Plateaus bildet die Senke der Lacs de Clairvaux, wobei das Südufer des Petit Lac de Clairvaux zu Soucia gehört. Nach Osten erstreckt sich das Gemeindeareal über einen langsam ansteigenden Hang in das ausgedehnte Waldgebiet der Forêt de la Joux. Auf einem schmalen Höhenzug wird hier mit 884 m die höchste Erhebung von Soucia erreicht.
Zu Soucia gehören die Ortschaft Champsigna (510 m) am Ostrand des Moors von Barésia sowie einige Einzelhöfe. Nachbargemeinden von Soucia sind Clairvaux-les-Lacs im Norden, Châtel-de-Joux im Osten, Thoiria im Süden sowie Barésia-sur-l’Ain im Westen.

## Geschichte
Das Gemeindegebiet von Soucia war bereits in vorgeschichtlicher Zeit besiedelt. Erstmals urkundlich erwähnt wird die Kirche im Jahr 1090. Der Ortsname entwickelte sich im Lauf der Jahrhunderte über Soussia und Souciat zur heutigen Schreibweise. Seit dem Mittelalter gehörte Soucia zur Baronie von Clairvaux. Im 17. Jahrhundert hatte die Bevölkerung unter schweren Pestepidemien zu leiden. Zusammen mit der Franche-Comté gelangte Soucia mit dem Frieden von Nimwegen 1678 an Frankreich. Zu einer Gebietsveränderung kam es 1822, als das vorher selbständige Champsigna nach Soucia eingemeindet wurde.

## Sehenswürdigkeiten
Ihre heutige Gestalt erhielt die Pfarrkirche Saint-Georges beim Neubau im Jahr 1781. Vom ehemaligen Herrschaftssitz La Rochette sind nur wenige Überreste erhalten.

## Bevölkerung
| Jahr                       | 1962 | 1968 | 1975 | 1982 | 1990 | 1999 | 2010 | 2018 |
| Einwohner                  | 150  | 151  | 129  | 108  | 107  | 113  | 163  | 182  |
| Quellen: Cassini und INSEE |      |      |      |      |      |      |      |      |

Mit 174 Einwohnern (Stand 1. Januar 2022) gehört Soucia zu den kleinsten Gemeinden des Départements Jura. Nachdem die Einwohnerzahl in der ersten Hälfte des 20. Jahrhunderts deutlich abgenommen hatte (1906 wurden noch 264 Personen gezählt), weist sie seit dem Beginn des 21. Jahrhunderts eine deutliche Zunahme auf.

## Wirtschaft und Infrastruktur
Soucia war bis weit ins 20. Jahrhundert hinein ein vorwiegend durch die Landwirtschaft und die Forstwirtschaft geprägtes Dorf. Daneben gibt es heute einige Betriebe des lokalen Kleingewerbes. Mittlerweile hat sich das Dorf auch zu einer Wohngemeinde gewandelt. Viele Erwerbstätige sind Wegpendler, die in den größeren Ortschaften der Umgebung ihrer Arbeit nachgehen.
Die Ortschaft liegt abseits der größeren Durchgangsstraßen an der Departementsstraße D27, die von Meussia nach Clairvaux-les-Lacs führt. Weitere Straßenverbindungen bestehen mit Thoira, Barésia-sur-l’Ain und Pont-de-Poitte.